# إتسوكو مياموتو
إتسوكو مياموتو (باليابانية: 宮本悦子) هي عداءة سريعة يابانية، ولدت في 23 أغسطس 1943.

## وصلات خارجية
- إتسوكو مياموتو على موقع أوليمبيديا (الإنجليزية)